# 红十月村 (顿涅茨克州)
红十月村（俄语：Красный Октябрь），乌克兰2016年改称利普斯凱（羅馬化：Lypske），是烏克蘭東部頓涅茨克州顿涅茨克区马基伊夫卡市镇内的鎮，距離州府頓涅茨克28公里，海拔高度188米，2019年人口892。該鎮目前被俄羅斯佔領，俄區劃為馬基伊夫卡市內的蘇維埃區。